# Atiye – Die Gabe
Atiye – Die Gabe (im Original Atiye) ist eine türkische Fantasy-Fernsehserie aus dem Jahr 2019, die im Auftrag des Streaminganbieters Netflix produziert wurde und als zweites türkisches Netflix Original am 27. Dezember 2019 veröffentlicht wurde. Die Serie basiert auf dem Roman Dünyanın Uyanışı (Das Erwachen der Welt) von Şengül Boybaş. 2021 wurde die finale dritte Staffel veröffentlicht.

## Handlung
Die junge Malerin Atiye führt ein fast perfektes Leben in Istanbul, sie ist jung und gutaussehend und gerade im Begriff, ihre erste Kunstausstellung zu eröffnen. Mit ihrem reichen Freund Ozan plant sie die Hochzeit und ihrer Familie geht es gut. Als der Archäologe Erhan bei einer Ausgrabung auf der antiken Ruine von Göbekli Tepe ein Symbol findet, das Atiye seit ihrer Kindheit häufig gemalt hat, ändert sich ihr Leben. Atiye begleitet Erhan auf der Suche nach Antworten. Die beiden wollen die Geheimnisse der Ruine und den Zusammenhang zwischen ihrer Vergangenheit und den Ruinen ergründen.

## Produktion
Gedreht wurde am prähistorischen Fundort Göbekli Tepe, dem Berg Nemrut Dağı, in der Stadt Adıyaman und in Istanbul. Die ersten beiden Staffeln wurden gleichzeitig gedreht. Anfang 2020 kündigte Netflix eine dritte und letzte Staffel, mit Dreharbeiten im Frühjahr 2020 und Veröffentlichung im Laufe des Jahres 2021, an.

## Besetzung und Synchronisation
Die deutschsprachige Synchronisation entsteht nach den Dialogbüchern von Ralf Pel (Staffel 1) und Thomas Maria Lehmann (Staffel 2) und unter der Dialogregie von Torsten Sense durch die Synchronfirma RRP Media in Berlin.
| Figur   | Darsteller      | Synchronsprecher     | Erscheinen |
| ------- | --------------- | -------------------- | ---------- |
| Atiye   | Beren Saat      | Giuliana Jakobeit    | 1.01–      |
| Erhan   | Mehmet Günsür   | Florian Hoffmann     | 1.01–      |
| Ozan    | Metin Akdülger  | Rainer Fritzsche     | 1.01–      |
| Mustafa | Civan Canova    | Harald Effenberg     | 1.01–      |
| Cansu   | Melisa Şenolsun | Cornelia Waibel      | 1.01–      |
| Serap   | Başak Köklükaya | Heidrun Bartholomäus | 1.01–      |
| Serdar  | Tim Seyfi       | Tim Seyfi            | 1.01–      |
| Zühre   | Meral Çetinkaya | Sabina Trooger       | 1.01–      |
| Öner    | Cezmi Baskın    |                      | 1.01–      |
| Nazım   | Fatih Al        |                      | 1.01–      |
| Seher   | Sibel Melek     | Anna Dramski         | 1.01–      |
| Melek   | Senan Kara      | Alexandra Wilcke     | 2.01–      |

## Episodenliste

### Staffel 1
| Nr. (ges.)                                                                                      | Nr. (St.) | Deutscher Titel | Originaltitel | Regie         | Drehbuch                            |
| ----------------------------------------------------------------------------------------------- | --------- | --------------- | ------------- | ------------- | ----------------------------------- |
| 1                                                                                               | 1         | 1. Folge        | 1. Bölüm      | Ozan Açıktan  | Jason George                        |
| 2                                                                                               | 2         | 2. Folge        | 2. Bölüm      | Ozan Açiktan  | Nuran Evren Sit                     |
| 3                                                                                               | 3         | 3. Folge        | 3. Bölüm      | Ozan Açiktan  | Aysin Akbulut                       |
| 4                                                                                               | 4         | 4. Folge        | 4. Bölüm      | Gonenc Uyanik | Cansu Coban                         |
| 5                                                                                               | 5         | 5. Folge        | 5. Bölüm      | Gonenc Uyanik | Nuran Evren Sit                     |
| 6                                                                                               | 6         | 6. Folge        | 6. Bölüm      | Gonenc Uyanik | Merih Aslan und Cansu Coban         |
| 7                                                                                               | 7         | 7. Folge        | 7. Bölüm      | Gonenc Uyanik | Atasay Koç                          |
| 8                                                                                               | 8         | 8. Folge        | 8. Bölüm      | Gonenc Uyanik | Nergis Otluoglu und Nuran Evren Sit |
| Alle Folgen der ersten Staffel wurden am 27. Dezember 2019 weltweit auf Netflix veröffentlicht. |           |                 |               |               |                                     |

### Staffel 2
Die Veröffentlichung der achtteiligen zweiten Staffel war am 10. September 2020.
| Nr. (ges.)                                                                                        | Nr. (St.) | Deutscher Titel | Originaltitel | Regie             | Drehbuch                        |
| ------------------------------------------------------------------------------------------------- | --------- | --------------- | ------------- | ----------------- | ------------------------------- |
| 9                                                                                                 | 1         | 1. Folge        | 1. Bölüm      | Ali Taner Baltaci | Sengül Boybas                   |
| 10                                                                                                | 2         | 2. Folge        | 2. Bölüm      | Ali Taner Baltaci | Sengül Boybas                   |
| 11                                                                                                | 3         | 3. Folge        | 3. Bölüm      | Ali Taner Baltaci | Ali Ercivan und Nuran Evren Sit |
| 12                                                                                                | 4         | 4. Folge        | 4. Bölüm      | Burcu Alptekin    | Nergis Otluoğlu Akoğlu          |
| 13                                                                                                | 5         | 5. Folge        | 5. Bölüm      | Burcu Alptekin    | Nuran Evren Şit und Merih Aslan |
| 14                                                                                                | 6         | 6. Folge        | 6. Bölüm      | Burcu Alptekin    | Pelin Karamehmetoğlu            |
| 15                                                                                                | 7         | 7. Folge        | 7. Bölüm      | Gökhan Tiryaki    | Atasay Koç und Nuran Evren Şit  |
| 16                                                                                                | 8         | 8. Folge        | 8. Bölüm      | Gökhan Tiryaki    | Nuran Evren Şit                 |
| Alle Folgen der zweiten Staffel wurden am 10. September 2020 weltweit auf Netflix veröffentlicht. |           |                 |               |                   |                                 |

### Staffel 3
Die Veröffentlichung der ebenfalls achtteiligen finalen dritten Staffel war am 17. Juni 2021.
| Nr. (ges.)                                                                                   | Nr. (St.) | Deutscher Titel | Originaltitel | Regie          | Drehbuch    |
| -------------------------------------------------------------------------------------------- | --------- | --------------- | ------------- | -------------- | ----------- |
| 9                                                                                            | 1         | 1. Folge        | 1. Bölüm      | Burcu Alptekin | Cansu Çoban |
| 10                                                                                           | 2         | 2. Folge        | 2. Bölüm      | Burcu Alptekin | Atasay Koç  |
| 11                                                                                           | 3         | 3. Folge        | 3. Bölüm      | Burcu Alptekin | Cansu Çoban |
| 12                                                                                           | 4         | 4. Folge        | 4. Bölüm      | Burcu Alptekin | Atasay Koç  |
| 13                                                                                           | 5         | 5. Folge        | 5. Bölüm      | Gökhan Tiryaki | Cansu Çoban |
| 14                                                                                           | 6         | 6. Folge        | 6. Bölüm      | Gökhan Tiryaki | Cansu Çoban |
| 15                                                                                           | 7         | 7. Folge        | 7. Bölüm      | Burcu Alptekin | Cansu Çoban |
| 16                                                                                           | 8         | 8. Folge        | 8. Bölüm      | Burcu Alptekin | Atasay Koç  |
| Alle Folgen der dritten Staffel wurden am 17. Juni 2021 weltweit auf Netflix veröffentlicht. |           |                 |               |                |             |

## Rezeption
Oliver Armknecht stellt auf film-rezensionen.de fest, dass der Anfang der Serie durchaus Spaß macht, die geheimnisvollen Entdeckungen seien ein guter Auftakt, um die Neugierde zu wecken. Aus seiner Sicht verliert Atiye im Verlauf immer weiter von dem Geheimnisvollen, Fragen, die man sich beim Schauen stellt, blieben unbeantwortet oder die Antwort sei unbefriedigend. Zum nebenher Bingen sei die Serie geeignet, für mehr aber auch nicht.
Das Deutsch-Türkische Journal schreibt über Atiye, dass es nicht die erste türkische Netflix-Produktion, aber die gelungenste sei. „Während Serien wie der Protector enttäuschten, bietet die Story von Atiye mehr Tiefgang und Spannung. Obwohl auch hier einige Klischees hätten wegbleiben können.“